# شیرین گیلد
شیرین گیلد (به انگلیسی: Shirin Guild؛ زاده ۱۹۴۶)، طراح مد ایرانی-بریتانیایی معاصر است. برند وی در سال ۱۹۹۱ در لندن تأسیس شد.

## اوایل زندگی
شیرین گیلد در سال ۱۹۴۶ در ایران زاده و بزرگ شد. او پیش از انقلاب اسلامی ایران به لس آنجلس و سپس به لندن نقل مکان کرد و تا به امروز در لندن زندگی می‌کند.

## پیشه
فعالیت گیلد در زمینه مد از زمانی آغاز شد که وی شروع به طراحی لباس برای خودش کرد زیرا نمی‌توانست وسایلی را که دوست دارد در مغازه‌ها پیدا کند. هنگامی که طرح‌های او مورد پسند زنان دیگر قرار گرفت، او تصمیم گرفت برند خود را راه‌اندازی کند. شیرین گیلد دو سال در مدرسه هنر سنت مارتین لندن تحصیل کرد اما می‌توان او را یک طراح مد خودآموخته در دوران جوانی برشمرد. برند شیرین گیلد در سال ۱۹۹۱ توسط شیرین و همسرش، رابین گیلد، دکوراتور داخلی، راه‌اندازی شد. این شرکت، یک شرکت مستقل است که سالانه سه مجموعه لباس زنانه تولید می‌کند.
شیرین گیلد به دلیل استفاده از مواد و فن‌آوری‌های ساخت غیرمتعارف، که او آن‌ها را با پارچه‌های سنتی و صنعتی ترکیب می‌کند، مشهور است. لباسهای نوآورانه و مینیمالیست گیلد از پارچه‌های منحصر به فردی ساخته شده که نخ‌های آن‌ها از کرک کشمیری، ابریشم، کتان، پشم، پنبه، فولاد زنگ‌نزن، مس، شاهدانه، بامبو، آناناس و حتی کاغذ یا ترکیبات آن‌ها برآمده است. طرح‌های گیلد در اصل از لباس‌های دهقانان ایرانی و سایر لباس‌های سنتی سراسر جهان الهام گرفته شده‌است. سبک این طراح در آغاز متشکل از الگوهای بزرگ و مربع شکل، که برای شکل‌گیری بر روی بدن زنانه طراحی شده بود، بود اما در سال‌های اخیر برای در آغوش کشیدن یک شبح نازک‌تر تکامل یافته‌است. این امر باعث جذب خریداران جوان به این برندی شده که پیشتر به‌طور کلی مورد علاقه زن میانسال بوده‌است. شیرین گیلد با تکمیل خلاقیت‌های خود، برای ساخت لوازم جانبی بی نظیر مانند شال‌های دستبافت در طراحی‌های هنری، گردن‌بندها و دست‌کش‌های نمدی رنگ‌شده، دست‌کش و کیف‌های چرمی شسته‌شده انجمن‌هایی با صنعتگران برجسته ایجاد کرده‌است.
گیلد همچنین لباس‌هایی با ساختار محکم برای آقایان در نمای غیرمعمول از طریق مواد و رنگ‌ها طراحی می‌کند.
لباس‌های شیرین گیلد در بالاترین سطح بازار پوشاک آماده طراحان است. بیشتر لباس‌ها کاملاً در بریتانیا تولید می‌شوند. این برند در سراسر جهان مورد تحسین قرار گرفته‌است. این سبک در همان زمینهٔ برندهایی همچون، ایسی میاکه و یوهجی یاماموتو به تصویر کشیده می‌شود.
کارهای شیرین گیلد به‌طور گسترده در رسانه‌ها و همچنین در انتشارات دانشگاهی مورد اشاره قرار گرفته می‌شود و از آثار او توسط موزه‌ها و موسسات آموزشی برجسته بین‌المللی، از جمله موزه ویکتوریا و آلبرت در لندن و مؤسسه فناوری مد در نیویورک برای مجموعه‌های دائمی خود استفاده می‌شود.